# ガラガラヘビがやってくる
「ガラガラヘビがやってくる」は、1992年1月24日発売された、とんねるず18枚目のシングル。

## 概要
フジテレビ系『とんねるずのみなさんのおかげです』の2期第2オープニングテーマ曲。クレイアニメも製作された。アニメーションおよびキャラクター･デザインは森まさあき。
当初は番組テーマ曲としての使用に留める予定であったが、『とんねるずのみなさんのおかげです』でカセットテープのプレゼントを企画したところ反響が大きかったためCD発売が決定した。特に小中学生に好評であった。
『とんねるずのみなさんのおかげです』で使われていた音源のブラスアレンジは佐藤準であったが、CD音源では若草恵が担当している。高校野球の応援ソングとしても使用されている。
初のオリコン1位を獲得し、140.9万枚のミリオンセールスを達成した。初回出荷は15万枚程度であったが、追加注文が殺到し、発売から5日間で出荷枚数が100万枚（ポニーキャニオン発表）を突破し、1992年2月17日に135万枚、2月20日には150万枚を突破した。

## 収録曲
全曲　作詞：秋元康／作曲・編曲：後藤次利
1. ガラガラヘビがやってくる
  - ブラスアレンジ：若草恵

『無痛音楽教育 3才からのとんねるず』、ベストアルバム『足跡/とんねるずベスト』に収録
2. コンニャク大魔王
3. ガラガラヘビがやってくる （オリジナルカラオケ）
4. コンニャク大魔王 （オリジナルカラオケ）

## 「ガラガラヘビがやってくる」のカバー作品

### 香港
音楽ユニット軟硬天師によって「老人院」のタイトルで広東語でカバーされ、ジャッキー・チェン主演の映画『シティーハンター』の挿入歌として使用された。
アイドルグループ草蜢によって「Gala Gala Happy」のタイトルで台湾華語・広東語・台湾語でカバーされた。
1番の歌詞の歌い出しから4フレーズ目までが、俳優兼歌手のアンディ・ラウの楽曲「開心的馬騮」内で引用されている。

### 日本
日本コロムビアの子供向けのCDには信田かずお編曲で石原慎一と狩野勇気夫によるカバーバージョンが収録されている（1992年5月21日発売のアルバム『CD CAN CAN こどものうたベスト40』（規格品番：COCB-509〜10）など）。
2010年発売のアルバム『THE IDOLM@STER STATION!!! SECOND TRAVEL 〜Seaside Date〜』で今井麻美・原由実・沼倉愛美にカバーされた。辻希美が2010年に発表した『みんなハッピー!ママのうた』に収録。
2022年2月23日にオメでたい頭でなによりが配信限定シングル「ガラガラヘビがやってくる」をリリースした。